# Mesiotelus lubricus
Espèce
Synonymes
- Liocranum lubricum Simon, 1880

Mesiotelus lubricus est une espèce d'araignées aranéomorphes de la famille des Liocranidae.

## Distribution
Cette espèce est endémique de Chine. Elle se rencontre à Pékin, au Hebei et au Henan.

## Description
Le mâle décrit par Fu, Zhang et Zhu en 2009 mesure 3,72 mm et la femelle 5,76 mm.

## Publication originale
- Simon, 1880 : Études arachnologiques. 11e Mémoire. XVII. Arachnides recueillies aux environs de Pékin par M. V. Collin de Plancy. Annales de la Société Entomologique de France, sér. 5, vol. 10, p. 97-128 (texte intégral).